# Рецина
Реци́на (греч. Ρετσίνα, то есть «смола») — греческое «смоляное» белое вино крепостью 11,5 %. От того же греческого слова ρετσίνα происходит в конечном итоге и русское слово «резина».
Вино обязано своим своеобразным вкусом тому обстоятельству, что в старину амфоры для предупреждения контакта вина с воздухом запечатывали сосновой смолой. Эта практика добавления ароматических смол к винам известна с античности и сохраняется, например, виноделами Марсалы в Италии. Подробнее см. Вина Древней Греции.
Хотя после начала использования бочек (римлянами в III до н. э.) объективная необходимость в контакте вина со смолой отпала, аромат и вкус смоляных вин продолжали иметь своих поклонников, для которых по-прежнему вырабатывались вина с добавлением смолы. Привычные (без использования смолы) вина не имеют в Греции достаточно давних традиций вследствие многовекового господства турок. Только после обретения независимости, в начале XIX века, виноделие стало возвращаться в повседневную жизнь греков. Рецина долгое время была самым экспортируемым из вин Греции, хотя в стране есть регионы, где такое вино не пользуется особым спросом. 
В современных условиях смола для придания вину характерного аромата специально добавляется в сусло на стадии брожения (ферментации), после завершения которой её удаляют. Для приготовления современной рецины разрешена только смола алеппской пинии в количестве не более 10 г/литр. Чтобы сохранить собственно винный букет, количество добавляемой смолы должно составлять 5—15 % от максимально допустимого. Ранее, до Второй мировой войны, количество смолы иногда достигало 7 % веса вина. Вообще, очень сильный смоляной запах — признак низкого качества.
Благодаря сильному вкусу рецину лучше подавать с обильно приправленными блюдами, характерными для греческой и средиземноморской кухни. Вследствие того же экзотического вкуса её практически невозможно вписать в последовательность вин, подаваемых к столу, и лучше оставить единственным вином за трапезой. Рецина подается охлажденной до 7—9 °C. Традиционным сосудом для неё являются цилиндрические медные кружки (четверть литра, поллитра, литр), однако использование обычных винных фужеров позволит лучше оценить экзотический букет.